# Madeirastrimhake
Madeirastrimhake (Epinecrophylla amazonica) är en fågel i familjen myrfåglar inom ordningen tättingar.

## Utseende och läte
Madeirastrimhake är en liten och brun myrsmyg med en röd fläck på ryggen. Hanen har svartfläckad strupe, honan gulbrun. Sången består av en stigande och fallande serie med ljusa toner.

## Utbredning och systematik
Madeirastrimhake delas in i två underarter med följande utbredning:
- Epinecrophylla amazonica amazonica – centrala Brasilien och norra Bolivia
- Epinecrophylla amazonica dentei – sydcentrala Brasilien i området mellan floderna Madeira/Ji-Paraná och  Aripuanã)

Den betraktas ibland som en underart till E. haematonota.

## Levnadssätt
Madeirastrimhake hittas i undervegetationen i högväxt regnskog. Den ses enstaka eller i par, ofta som en del av kringvandrande artblandade flockar tillsammans med andra myrsmygar och myrtörnskator.

## Status och hot
Arten har ett stort utbredningsområde, men tros minska i antal, dock inte tillräckligt kraftigt för att den ska betraktas som hotad. Internationella naturvårdsunionen IUCN listar arten som livskraftig (LC).